# Sperone (Palermo)
Lo Sperone è una zona di Palermo, nell'area sud-orientale della città, oggi parte della II Circoscrizione.
Prende il nome dall'antica usanza dello "Sperone" del '700, ovvero di una piramide di pietra che sorgeva nell'attuale omonima località, dove venivano appesi i corpi squartati di coloro che venivano giustiziati. Il macabro spettacolo avrebbe dovuto servire da monito ed incutere terrore ai malfattori.
Nato come borgata marinara, fu, fino al secondo dopoguerra, frequentata come area balneare, con stabilimenti dei primi del '900 e servita, fra l'altro, dalla vecchia rete tranviaria palermitana.
A partire dagli anni sessanta, ed ancor più negli anni settanta ed ottanta, fu oggetto di un'intensa attività edilizia, eliminando ogni soluzione di continuità col resto della città. In particolare vennero realizzati numerosissimi insediamenti di edilizia popolare, facendo assumere al quartiere caratteristiche per certi versi simili ad altre aree della periferia depressa di Palermo (Borgo Nuovo, il CEP e lo ZEN).
La pesante incidenza della povertà fra le famiglie, evidenti fenomeni di dispersione scolastica e criminalità, la scarsa manutenzione dei "palazzoni" e la mancanza di servizi essenziali, hanno reso l'area gravemente degradata, a dispetto di diversi interventi di riqualificazione urbanistica e dell'impegno delle istituzioni scolastiche e del volontariato.